# Jari De Busser
Jari De Busser (21 oktober 1999) is een Belgisch voetballer die als doelman speelt. Sinds augustus 2024 is De Busser in dienst van Go Ahead Eagles.

## Clubcarrière
De Busser ondertekende in juni 2016 een profcontract voor twee seizoenen bij Lierse SK. Op 8 oktober 2017 maakte hij zijn officiële debuut in het eerste elftal: door de blessure van eerste doelman Nathan Goris mocht hij in doel staan in de competitiewedstrijd tegen AFC Tubize (1-1). Een week later mocht hij ook in doel staan tegen Union Sint-Gillis (3-2-nederlaag). Daarna verdween De Busser uit doel ten voordele van Patrick Rakovsky, die in oktober 2017 bij Lierse tekende. Met hem in doel won Lierse zeven keer op rij in Eerste klasse B.
In januari 2018 raakte bekend dat De Busser op het einde van het seizoen transfervrij zou overstappen naar KAA Gent. De doelman ondertekende er een contract voor drie jaar. De Busser was er de doublure van Lovre Kalinić, Yannick Thoelen, Colin Coosemans, Thomas Kaminski, maar speelde er uiteindelijk nooit een officiële wedstrijd in het eerste elftal. 
In juli 2020 maakt De Busser de overstap van KAA Gent naar Lommel SK. Op 11 oktober 2020 maakte hij zijn officiële debuut voor Lommel: vanwege de interlandverplichtingen van eerste doelman Tomas Švedkauskas mocht hij starten in de bekerwedstrijd tegen KVV Zelzate. Lommel won de wedstrijd met 3-2. Het bleef zijn enige officiële wedstrijd voor Lommel in het seizoen 2020/21.

### Go Ahead Eagles
In augustus 2024 stapte De Busser over naar de Nederlandse club Go Ahead Eagles. De Busser begon als tweede doelman achter Luca Plogmann. Tijdens de bekerwedstrijd tegen Sparta Rotterdam op 18 december 2024 stond De Busser onder de lat. Hij deed het zo goed dat hij een basisplaats afdwong bij trainer Paul Simonis. Op 26 februari 2025 speelde De Busser met Go Ahead Eagles de halve finale van de KNVB Beker tegen PSV, deze wedstrijd werd gewonnen met 1–2. Op 21 april 2025 (paasmaandag) speelde De Busser de KNVB Beker-finale tegen AZ. Na de reguliere speeltijd (1–1) en de verlenging die onbeslist bleef, begon de strafschoppenserie, De Busser stopte tweemaal een penalty en na de beslissende strafschop van Julius Dirksen wist hij met Go Ahead Eagles de KNVB Beker te winnen.

## Statistieken
| Seizoen         | Club            | Land               | Competitie         | Competitie | Competitie | Beker | Beker | Andere | Andere | Internationaal | Internationaal | Totaal | Totaal |
| Seizoen         | Club            | Land               | Competitie         | Wed.       | Dlp.       | Wed.  | Dlp.  | Wed.   | Dlp.   | Wed.           | Dlp.           | Wed.   | Dlp.   |
| --------------- | --------------- | ------------------ | ------------------ | ---------- | ---------- | ----- | ----- | ------ | ------ | -------------- | -------------- | ------ | ------ |
| 2017/18         | Lierse SK       | Vlag van België    | Proximus League    | 2          | 0          | 0     | 0     | 0      | 0      | —              | —              | 2      | 0      |
| 2018/19         | KAA Gent        | Vlag van België    | Jupiler Pro League | 0          | 0          | 0     | 0     | 0      | 0      | 0              | 0              | 0      | 0      |
| 2019/20         | KAA Gent        | Vlag van België    | Jupiler Pro League | 0          | 0          | 0     | 0     | 0      | 0      | 0              | 0              | 0      | 0      |
| 2020/21         | Lommel SK       | Vlag van België    | Proximus League    | 0          | 0          | 1     | 0     | 0      | 0      | —              | —              | 1      | 0      |
| 2021/22         | Lommel SK       | Vlag van België    | Proximus League    | 10         | 0          | 1     | 0     | 0      | 0      | —              | —              | 11     | 0      |
| 2022/23         | Lommel SK       | Vlag van België    | Proximus League    | 12         | 0          | 1     | 0     | 6      | 0      | —              | —              | 19     | 0      |
| 2023/24         | Lommel SK       | Vlag van België    | Proximus League    | 30         | 0          | 1     | 0     | 2      | 0      | —              | —              | 33     | 0      |
| 2024/25         | Lommel SK       | Vlag van België    | Proximus League    | 0          | 0          | 0     | 0     | 0      | 0      | —              | —              | 0      | 0      |
| 2024/25         | Go Ahead Eagles | Vlag van Nederland | Eredivisie         | 16         | 0          | 3     | 0     | 0      | 0      | 0              | 0              | 19     | 0      |
| Carrière totaal | Carrière totaal | Carrière totaal    | Carrière totaal    | 70         | 0          | 7     | 0     | 8      | 0      | 0              | 0              | 85     | 0      |

## Erelijst

### Go Ahead Eagles
KNVB Beker:
- Winnaar (1): 2024/25

## Privé
De Busser heeft een relatie met volleybalster Manon Stragier.